# Album vàng
Album vàng là một chương trình giải thưởng âm nhạc Việt Nam do Cát Tiên Sa và Đài Truyền hình Thành phố Hồ Chí Minh phối hợp sản xuất. Chương trình này là cuộc vinh danh cũng như bầu chọn các album nhạc đương đại Việt Nam.
Số đầu tiên của Album vàng được phát sóng vào ngày 11 tháng 12 năm 2006 thay thế chương trình liveshow Sắc màu âm nhạc. và kết thúc với đêm trao giải của mùa 4 diễn ra vào ngày 13 tháng 6 năm 2011.

## Sắc màu âm nhạc
Sắc màu âm nhạc là loạt liveshow âm nhạc trên truyền hình được xem là tiền thân của Album vàng. Số đầu tiên được tổ chức vào ngày 12 tháng 9 năm 2005 thay thế cho chương trình Giai điệu bạn bè.
Sắc màu âm nhạc được truyền hình trực tiếp trên kênh HTV7 và tiếp sóng bởi một số đài truyền hình địa phương. Ngoài các tiết mục biểu diễn trên sân khấu, các số sau cùng của chương trình này cũng có giải thưỏng dành cho các album được khán giả bình chọn.

## Thể lệ
Mỗi tháng, Hội đồng Nghệ thuật (gồm các nhạc sĩ, ca sĩ, nhà báo âm nhạc) của Album vàng chọn ra năm album đề cử và giới thiệu trong chương trình liveshow của tháng. Các ca sĩ có album đề cử sẽ trình diễn ca khúc nổi bật nhất trong album, sau đó Hội đồng Nghệ thuật đưa ra ý kiến bình luận, trao đổi với ca sĩ để định hướng cho khán giả. Có tối đa 2 trong số 5 album sẽ được nhận giải thưởng của tháng, gồm giải do Hội đồng nghệ thuật bình chọn và Khán giả bình chọn; các album đoạt giải thưởng này cũng sẽ đủ điều kiện để tham gia tranh giải Album Vàng của năm. Khán giả bình chọn cho các album thông qua tổng đài 8313 hoặc qua hộp thư thoại 19001742, các album cũng được đưa lên trang web của chương trình trong 10 ngày để khán giả bình chọn. Tiêu chí lựa chọn hàng đầu của Album vàng là số lượng tiêu thụ của các album, các tiêu chí tiếp theo là chất lượng âm thanh, nội dung, giọng hát và thiết kế bìa album.

## Kết quả

### Mùa 1 (2007)
Mùa đầu tiên có 50 album tham gia, tróng đó 19 album đạt giải tháng trong 11 liveshow, và có đến 16 album đạt giải thưởng của năm. Các album chỉ giành giải của tháng mà không đạt giải chung cuộc gồm: Tôi là sinh viên của Hồ Quỳnh Hương, Lời yêu còn mãi của Lệ Quyên và Mặt trời trong Siu của Siu Black. Ngày 2 tháng 10 năm 2007, chương trình giao lưu tổng kết "Album vàng - Nhìn lại chặng đường 1 năm" đã được tổ chức và truyền hình trực tiếp trên kênh HTV7. Lễ trao giải được tổ chức vào ngày 12 tháng 11 năm 2007 tại Nhà hát Hòa Bình, Thành phố Hồ Chí Minh.
| Hạng mục                                  | Album                                     | Ca sĩ                                     | Hãng đĩa                                  | Chú thích                                 |
| Hạng mục do hội đồng nghệ thuật bình chọn | Hạng mục do hội đồng nghệ thuật bình chọn | Hạng mục do hội đồng nghệ thuật bình chọn | Hạng mục do hội đồng nghệ thuật bình chọn | Hạng mục do hội đồng nghệ thuật bình chọn |
| ----------------------------------------- | ----------------------------------------- | ----------------------------------------- | ----------------------------------------- | ----------------------------------------- |
| Album nghệ thuật xuất sắc                 | Muốn nói với anh                          | Hồ Ngọc Hà                                | Music Faces                               |                                           |
| Album nghệ thuật xuất sắc                 | Mộc                                       | Hiền Thục                                 | Gia Bao Production                        |                                           |
| Ca sĩ biểu diễn album thành công          | Giọt... Lam                               | Thanh Lam                                 | Viết Tân Studio                           |                                           |
| Hạng mục do khán giả bình chọn            |                                           |                                           |                                           |                                           |
| Album được yêu thích                      | Non stop                                  | Hồ Quỳnh Hương                            | Bến Thành Audio                           |                                           |
| Album được yêu thích                      | Đôi giày vải                              | Lam Trường                                | Viết Tân Studio                           |                                           |
| Ca sĩ biểu diễn album thành công          | Đúng rồi! Chớ hỏi vì sao                  | Nguyên Vũ                                 | Trung tâm băng nhạc Rạng Đông             |                                           |
| Hạng mục khác                             |                                           |                                           |                                           |                                           |
| Album đặc biệt                            | Lạc mất em                                | Đàm Vĩnh Hưng                             | Tiếng Hát Việt Entertainment              |                                           |
| Album đặc biệt                            | Búp bê con trai                           | Thanh Thảo                                | Bến Thành Audio                           |                                           |
| Ca sĩ trẻ có album tốt                    | Ngày hát đôi                              | Hà Anh Tuấn, Phương Linh                  |                                           |                                           |
| Ca sĩ trẻ có album tốt                    | Hòa âm của ánh sáng                       | Hồ Bích Ngọc                              |                                           |                                           |
| Album hòa âm tốt nhất                     | Thiên đàng                                | Thu Minh                                  | Viết Tân Studio                           |                                           |
| Album có ý tưởng âm nhạc                  | Gia đình tôi                              | Phương Uyên                               | Music Faces                               |                                           |
| Album có ý tưởng âm nhạc                  | Vì sao                                    | Kasim Hoàng Vũ                            | Times Records                             |                                           |
| Album có ý tưởng thiết kế                 | PAK vol.1                                 | Phạm Anh Khoa                             | Music Faces                               |                                           |
| Album có ý tưởng thiết kế                 | Lời nói muộn màng                         | Mây Trắng                                 | Bến Thành Audio                           |                                           |
| Phòng thu có nhiều album đoạt giải        |                                           |                                           | Viết Tân Studio                           |                                           |

### Mùa 2 (2008)
Mùa thứ hai có 14 album được chọn vào vòng tranh giải của năm, 10 trong số đó là của các ca sĩ nữ. Để tránh việc trao quá nhiều giải thưởng như ở năm trước, ban tổ chức đã rút gọn lại chỉ còn hai giải do hội đồng nghệ thuật và khán giả bầu chọn. Lễ trao giải được tổ chức vào ngày 9 tháng 2 năm 2009 tại Nhà hát Hòa Bình, Thành phố Hồ Chí Minh.
| Hạng mục                                  | Album                                     | Ca sĩ                                     | Chú thích                                 |
| Hạng mục do hội đồng nghệ thuật bình chọn | Hạng mục do hội đồng nghệ thuật bình chọn | Hạng mục do hội đồng nghệ thuật bình chọn | Hạng mục do hội đồng nghệ thuật bình chọn |
| ----------------------------------------- | ----------------------------------------- | ----------------------------------------- | ----------------------------------------- |
| Album nghệ thuật xuất sắc                 | Khi ta yêu nhau                           | Hồ Ngọc Hà                                | [ 13 ] [ 14 ]                             |
| Album nghệ thuật xuất sắc                 | Cánh mặt trời                             | 5 Dòng Kẻ                                 | [ 13 ] [ 14 ]                             |
| Hạng mục do khán giả bình chọn            |                                           |                                           |                                           |
| Album được yêu thích                      | Thập nhị mỹ nhân                          | Đan Trường                                | [ 13 ] [ 14 ]                             |
| Album được yêu thích                      | Qua cơn mê                                | Đàm Vĩnh Hưng                             | [ 13 ] [ 14 ]                             |
| Hạng mục khác                             |                                           |                                           |                                           |
| Top Album 2008                            | Âm bản                                    | Đoan Trang                                | [ 15 ] [ 16 ]                             |
| Top Album 2008                            | I Do                                      | Thu Minh                                  | [ 15 ] [ 16 ]                             |
| Top Album 2008                            | Mai Khôi hay hoa hồng                     | Mai Khôi                                  | [ 15 ] [ 16 ]                             |
| Top Album 2008                            | Studio 68                                 | Ngô Thanh Vân                             | [ 15 ] [ 16 ]                             |
| Top Album 2008                            | Cà phê sáng                               | Hà Anh Tuấn                               | [ 15 ] [ 16 ]                             |
| Top Album 2008                            | Lúc mới yêu                               | Phương Vy                                 | [ 15 ] [ 16 ]                             |
| Top Album 2008                            | Sang mùa                                  | Phương Thanh                              | [ 15 ] [ 16 ]                             |
| Top Album 2008                            | Viên kẹo mới                              | Thu Thủy                                  | [ 15 ] [ 16 ]                             |
| Top Album 2008                            | Mật khẩu…Nối mạng tình yêu                | Nguyên Vũ                                 | [ 15 ] [ 16 ]                             |
| Top Album 2008                            | Hãy nói anh yêu em                        | Trà My                                    | [ 15 ] [ 16 ]                             |
| Top Album 2008                            | 365.hanoi.nk                              | Ngọc Khuê                                 | [ 15 ] [ 16 ]                             |

### Mùa 3 (2009)
Qua 10 tháng tổ chức có 20 album đoạt giải và được vào vòng cuối, cơ cấu giải thưởng một lần nữa được thay đổi và khá giống lần tổ chức đầu tiên. Lễ trao giải được tổ chức vào ngày 12 tháng 4 năm 2010 tại Nhà hát Truyền hình Thành phố Hồ Chí Minh.
| Hạng mục                                  | Album                                     | Ca sĩ                                     | Chú thích                                 |
| Hạng mục do hội đồng nghệ thuật bình chọn | Hạng mục do hội đồng nghệ thuật bình chọn | Hạng mục do hội đồng nghệ thuật bình chọn | Hạng mục do hội đồng nghệ thuật bình chọn |
| ----------------------------------------- | ----------------------------------------- | ----------------------------------------- | ----------------------------------------- |
| Album nghệ thuật xuất sắc                 | Saigon Radio                              | Hà Anh Tuấn                               |                                           |
| Hạng mục do khán giả bình chọn            |                                           |                                           |                                           |
| Album được yêu thích                      | Vì em còn yêu                             | Thanh Thảo                                |                                           |
| Album được yêu thích                      | Con đường mưa                             | Cao Thái Sơn                              |                                           |
| Hạng mục khác                             |                                           |                                           |                                           |
| Ca sĩ thể hiện album thành công           | Một thập kỷ ca hát                        | 5 Dòng Kẻ                                 |                                           |
| Album có ý tưởng thiết kế                 | Chân dung 17                              | Hiền Thục                                 |                                           |

### Mùa 4 (2010)
Mùa thứ tư của Album vàng có 230 album dự thi, 55 album được chọn vào vòng trong được giới thiệu trong 11 liveshow. 12 album đã nhận được giải thưởng tháng và đi tiếp vào vòng trao giải của năm. Lễ trao giải được tổ chức vào ngày 13 tháng 6 năm 2011 tại Nhà thi đấu Nguyễn Du, Thành phố Hồ Chí Minh.
| Hạng mục                                  | Album                                             | Ca sĩ                                     | Chú thích                                 |
| Hạng mục do hội đồng nghệ thuật bình chọn | Hạng mục do hội đồng nghệ thuật bình chọn         | Hạng mục do hội đồng nghệ thuật bình chọn | Hạng mục do hội đồng nghệ thuật bình chọn |
| ----------------------------------------- | ------------------------------------------------- | ----------------------------------------- | ----------------------------------------- |
| Album nghệ thuật xuất sắc                 | Li ti                                             | Tùng Dương                                | [ 20 ] [ 21 ] [ 22 ]                      |
| Album nghệ thuật xuất sắc                 | Dạ khúc cho tình nhân 3 - Những bài ca không quên | Đàm Vĩnh Hưng                             | [ 20 ] [ 21 ] [ 22 ]                      |
| Album nghệ thuật xuất sắc                 | Nguyên Vũ Special                                 | Nguyên Vũ                                 | [ 20 ] [ 21 ] [ 22 ]                      |
| Hạng mục do khán giả bình chọn            |                                                   |                                           |                                           |
| Album được yêu thích                      | Em đã quên                                        | Thủy Tiên                                 | [ 20 ] [ 21 ] [ 22 ]                      |
| Album được yêu thích                      | Cầu vồng sau mưa                                  | Cao Thái Sơn                              | [ 20 ] [ 21 ] [ 22 ]                      |
| Hạng mục khác                             |                                                   |                                           |                                           |
| Album ấn tượng                            | Acous84                                           | Hà Anh Tuấn                               | [ 20 ] [ 23 ]                             |
| Album ấn tượng                            | Lê Cát Trọng Lý                                   | Lê Cát Trọng Lý                           | [ 20 ] [ 23 ]                             |
| Album có ý tưởng thiết kế                 | Hoàng tử trong mơ                                 | Thanh Thảo                                | [ 24 ] [ 23 ] [ 22 ]                      |
| Album hòa âm phối khí                     | Ký ức anh và em                                   | V-Music                                   | [ 20 ] [ 22 ] [ 21 ]                      |
| Ca sĩ thể hiện thành công                 | Thu Minh                                          | Thu Minh                                  | [ 20 ] [ 22 ] [ 21 ]                      |
| Top album 2010                            | Người thứ 3                                       | Thanh Thảo                                | [ 25 ] [ 20 ]                             |
| Top album 2010                            | Made in Mai Khoi                                  | Mai Khôi                                  | [ 25 ] [ 20 ]                             |
| Top album 2010                            | Hà Nội trong tôi                                  | Quang Hà                                  | [ 25 ] [ 20 ]                             |
| Top album 2010                            | Ký ức của mưa                                     | Bảo Thy                                   | [ 25 ] [ 20 ]                             |
| Top album 2010                            | Mãi mãi bên em                                    | Dương Triệu Vũ                            | [ 25 ] [ 20 ]                             |
| Top album 2010                            | Giác quan thứ 6                                   | Thu Minh                                  | [ 25 ] [ 20 ]                             |
| Top album 2010                            | Bước đầu tiên                                     | Đông Nhi                                  | [ 25 ] [ 20 ]                             |
| Top album 2010                            | Thăng                                             | Wanbi Tuấn Anh                            | [ 25 ] [ 20 ]                             |
| Top album 2010                            | Thức                                              | Nathan Lee                                | [ 25 ] [ 20 ]                             |
| Top album 2010                            | Đóa hoa nở muộn                                   | Nguyễn Ngọc Anh                           | [ 25 ] [ 20 ]                             |